# Den 6. dag
Den 6. dag (originaltitel: The 6th Day) er en amerikansk sciencefiction-, actionthriller- og fremtidsfilm fra 2000 med Arnold Schwarzenegger i hovedrollen. Den er instrueret af Roger Spottiswoode. Filmens handling foregår i en nær fremtid, hvor kloning er blevet en storindustri. Meget er lovligt, men kloning af mennesker er forbudt. Dette forbud brydes imidlertid af en finansfyrste.
Filmen fik blandet modtagelse af kritikerne da den udkom og har opnået 40% på Rotten Tomatoes og 49% på Metacritic.
Den blev ingen stor publikumsucsess i USA, men gjorde det noget bedre i udlandet. Den indtjene $96 millioner på verdensbasis, hvoraf $34,6 millioner i USA  og $7 millioner i Tyskland. Den endte på en 73.-plads over de højest indtjenende film i USA i 2000, og på en 49.-plads på verdensbasis. Den blev nomineret til fire Saturn Award og tre Razzie Awards, alle tre Razzienomineringer til Schwarzenegger (for værste skuespiller, værste birolle og værste skuespillerduo).

## Handling
Året er 2015 og kloning er blevet en storindustri. Meget er lovligt, men kloning af mennesker er forbudt. Forbuddet brydes efterhånden af pengegriske forretningsfolk. 
Handlingen starter med at en amerikansk fotballspiller bliver kritisk skadet efter en kamp. Han fragtes til et sygehus og bliver der dræbt af en sikkerhedsagent for så at blive erstattet med en klon. Det bliver senere kendt at han på ulovlig vis har blevet klonet af fotballklubbens ejere.
Adam Gibson (Arnold Schwarzenegger) er pilot for et firma, som tager sig af mange vigtige opgaver. Han er imod kloning og bryder sig derfor ikke om kones forslag om at klone en kopi af hunden, efter at den må aflives. Men han får hurtigt langt værre ting at forholde sig til. Efter en flyopgave for en kendt forretningsmand vågner han pludselig op på en båre uden at kunne huske de sidste par timer. Han tager hjem og opdager, at "han" allerede er hjemme. Det vil sige, at hans klonede dobbeltgænger er hjemme og lever hans liv. Nu må han prøve at finde ud af, hvad der er sket, og hvordan han kan vinde sin kone og sit liv tilbage. Dette bliver alt andet end let, da en bande klonede lejemordere stadig forsøger at tilintetgøre ham. Adams eneste allierede er pilotkollegaen Hank Morgan (Michael Rapaport).

## Om filmen
Titlen er hentet fra Bibelens Første Mosebog, hvor Gud skabte menneskene på "den 6. dag".
Filmen har visse tematiske og stilmæssige lighedstræk med Total Recall, Blade Runner og The Matrix.

## Rolleliste
- Arnold Schwarzenegger: Adam Gibson
- Michael Rapaport: Hank Morgan
- Tony Goldwyn: Michael Drucker
- Michael Rooker: Robert Marshall
- Sarah Wynter: Talia Elsworth
- Wendy Crewson: Natalie Gibson
- Robert Duvall: Griffin Weir
- Wanda Cannon: Katherine Weir
- Steve Bacic: Johnny Phoenix